# 王平水
王平水（1915年—1993年），福建永定人，中国人民解放军将领、中国人民解放军少将。
毕业于中共中央党校。1974年，接替关盛志，担任济南军区空军政治委员。1977年，接替刘镇，担任兰州军区空军政治委员。1955年，授中国人民解放军少将军衔，后担任解放军军事学院副政治委员。